# 振動発電
振動発電（しんどうはつでん）とは振動により振動面に発生する圧力を圧電素子などを用いて電力に変換する発電方法である。

## 概要
振動による圧力を圧電素子によって電力に変換する。発電能力が低いため実用性のある装置の開発には至っておらず概ね研究段階である。また発電設備の製造に必要なエネルギーを、その後の発電で取り戻せるかどうかも不明である。
ただし、世界的に研究開発は積極的に行われており、日本国内では村田製作所や三洋電機などの大手企業がさまざまな展示会に出展しているほか、金沢大学では有限会社金沢大学ティ・エル・オーのもとで実際に振動発電を商品化するための活動が行われている。また、2012年には東京大学で日英環境発電ワークショップが開催され、日本のみならずイギリスでの研究状況などの発表も含めた交流が行われた。
海外でも歩行時の振動を利用するUSBの携帯電話充電機や、自動車が通過するときの道路表面の振動によって発電する実験も行われており、実用化の目処がつきつつある製品も多い。

## 具体例
発電床
人が歩く振動を利用する。圧電素子を敷き詰めた板状の振動発電装置。LEDを内蔵し、歩くと停電時にも光るものが実用化されている。
リモコン
ボタンを押す振動を電力に変換する。NECが開発している。振動で作動するリモコンがEmbedded Technology 2009に出展された。
雨力発電
傘に圧電素子の一種であるポリフッ化ビニリデン (PVDF) 膜を組み込み雨が当たる振動を電力に変換し、LEDを点灯させる。電池不要で夜間の歩行者の安全性向上に繋がるものと期待されている。
橋
2007年に首都高速五色桜大橋を通過する自動車の振動によりイルミネーションの電力の一部を発電する実験が行われた。圧電素子ではなく、通常の発電と同様に電磁誘導による。
道路
中日本高速道路（NEXCO中日本）では振動エネルギーを電気エネルギーに変換するモジュールを開発中であり、無線センサーネットワークの電源としての実用化を目指していると発表している。また、アダマンド並木精密宝石では、道路や駐車場などに振動発電デバイスを内蔵した車両検知センサーを設置することで、電池交換や電気配線、通信配線も要らず、後付け設置を可能とする車両検知システムの開発も行われている。
その他
オムロンは2012年に振動発電器を搭載したセンサモジュールの有償提供を開始している。金沢大学では2020年にクリーンルーム内 ドア動き発電による温湿度センサの送受信モニタリング実験が行われた。